# Calimero di Milano
San Calimero, in latino Calimerius (... – Milano, 280), è stato vescovo di Milano dal 270 al 280. È venerato come santo dalla chiesa cattolica e da quella ortodossa.

## Biografia
Le fonti non sono concordanti sulle sue origini: alcune leggende lo ritengono un romano di famiglia nobile che, dopo una carriera militare col grado di ufficiale, fu prima convertito e battezzato dai santi Faustino e Giovita e, dopo una vita al servizio della sua fede, ordinato vescovo di Milano; altre versioni lo indicano come greco, cresciuto a Roma e educato alla fede cristiana dal papa Telesforo: fuggito a Milano dopo che quest'ultimo fu ucciso dai suoi persecutori, venne accolto dal Vescovo Castriziano tra i membri del clero mediolanense e destinato alla basilica "fausta". Alla morte di quest'ultimo furono gli stessi milanesi ad acclamarlo vescovo e, al suo rifiuto di sottostare alla loro volontà, ad incatenarlo fino al momento della consacrazione episcopale.
Entrambe queste versioni lasciano adito ad innumerevoli perplessità, essendo la prima eccessivamente scarna e generica e ritenendolo la seconda contemporaneo di Telesforo e Adriano, vissuti un secolo prima della sua consacrazione vescovile.
Parte minoritaria della storiografia, forse influenzata da tale leggenda, ritiene più probabile che fosse stato vescovo di Milano dal 139 al 192, basando la propria convinzione su una lastra marmorea posta nel duomo contenente la cronologia dei vescovi milanesi: in realtà tale elemento non sembra probante poiché l'epigrafe in questione risale al XIX secolo e non fa altro che raccogliere una tradizione medievale.
Esiste comunque una spiegazione per questa retrodatazione della vita di Calimero: nell'XI secolo, infatti, i milanesi, in disaccordo con la sede romana al tempo della lotta per le investiture, retrodatarono la storia della loro diocesi per dimostrare una "pari anzianità" con quella di Roma. In tal modo le vite di molti santi vescovi (come Anatalone, Caio e lo stesso Calimero) furono collocate antecedentemente alla loro reale esistenza e ampliate notevolmente per coprire il gap di oltre un secolo che si era in tal modo venuto a creare.
Le due versioni biografiche sono comunque concordi nella descrizione del suo martirio, che sarebbe seguito alla condanna a morte a lui comminata dall'imperatore Adriano per essere andato in forte collisione, nel perseguitare i nemici del cristianesimo, con personaggi influenti legati alla corte imperiale.
Acerrimo persecutore della religione pagana, fautore del battesimo coatto dei non cristiani, pare sia stato trafitto con una lancia da alcuni di essi mentre si trovava in un cimitero di Milano e, come contrappasso per la sua attività di battezzante, sia stato gettato in un pozzo sito in quella che i pagani ritenevano l'area sacra al dio Belenos.
Tuttavia anche il suo martirio non è affatto certo, essendo stato riportato per la prima volta solo nell'VIII secolo e non facendone sant'Ambrogio alcuna menzione nei suoi scritti.
Il suo culto tuttavia sorse precocemente. Subito dopo la sua morte fu costruita una basilica per onorarlo che, ristrutturata nel corso dei secoli, è tuttora presente ed ospita nella sua cripta le ossa del santo.

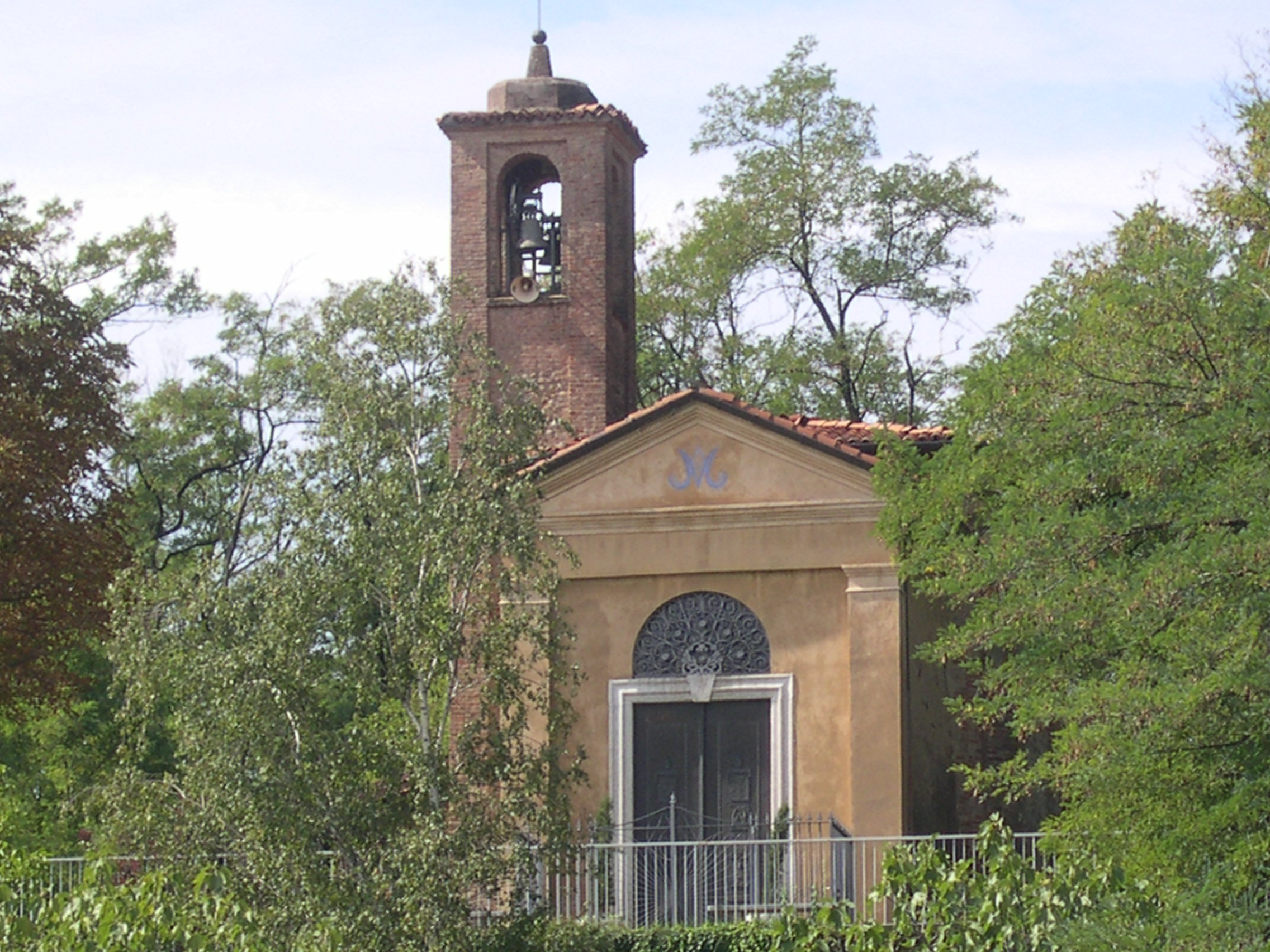
Santuario della Madonna di San Calimero a Bolladello

Nell'VIII secolo il vescovo Tomaso, durante una ricognizione delle reliquie, trovò il suo scheletro immerso nell'acqua: nella cripta fu quindi scavato un pozzo per farla defluire e in breve tempo, si diffuse la credenza che le sue acque fossero miracolose.
In passato, in occasione della festività di san Calimero, che si svolgeva il 31 luglio, queste venivano distribuite ai malati e, durante i periodi di siccità, una bottiglia di acqua del pozzo veniva benedetta durante la messa e in seguito rovesciata sul sagrato, per propiziare l'avvento della pioggia.
I suoi emblemi sono il pastorale e la palma.
Oltre alla citata basilica, tra gli altri luoghi sacri dedicati al santo possiamo citare la chiesa di San Calimero a Pasturo (LC) e il santuario della Madonna di San Calimero a Bolladello di Cairate (VA).
Forse fu lui a scrivere la Lettera di Barnaba.